# Flotilha (Marinha Portuguesa)
A Flotilha é um orgão de base da Marinha Portuguesa, ao qual compete o aprontar e dar apoio logístico às forças e unidades navais operacionais. A Flotilha é comandanda por um contra-almirante que, por inerência, desempenha também a função de 2º comandante Naval e se encontra na dependência direta do comandante Naval. Na Flotilha estão congregados virtualmente todos os navios de combate, submarinos e aeronaves da Marinha Portuguesa.

## Missão
Compete à Flotilha:
1. Aprontar e apoiar logística e administrativamente as forças e unidades operacionais que lhe estejam atribuídas;
2. Conduzir o treino e a avaliação das forças e unidades operacionais que lhe estejam atribuídas, bem como dos centros da componente operacional do sistema de forças;
3. Assegurar a análise, a experimentação, o desenvolvimento e a atualização das instruções, padrões e procedimentos táticos e operativos;
4. Assegurar a gestão das qualificações operacionais das forças e unidades operacionais que lhe estejam atribuídas.

## Organização
A Flotilha compreende:
- Comando da Flotilha;
- Esquadrilhas e agrupamentos de unidades operacionais:

1. Esquadrilha de Escoltas Oceânicas,
2. Esquadrilha de Navios Patrulhas,
3. Esquadrilha de Submarinos,
4. Esquadrilha de Helicópteros,
5. Agrupamento de Navios Hidrográficos,
6. Agrupamento de Navios da Escola Naval;

- Centro Integrado de Treino e Avaliação Naval.

## História
A Flotilha foi criada através da Lei Orgânica da Marinha de 1993 (Decreto-Lei n.º 49/93 de 26 de fevereiro), como órgão de implantação territorial e comando administrativo da Marinha Portuguesa.
Até então, a Marinha Portuguesa incluia diversas flotilhas independentes de escoltas oceânicos, navios patrulhas e draga-minas, consideradas forças navais permanentes. A nova orgânica da Marinha estabelecida em 1993, levou à transformação das anteriores flotilhas em esquadrilhas na dependência de uma única flotilha (designada genericamente "Flotilha"). Tanto as esquadrilhas como a Flotilha deixaram de ser forças navais com funções operacionais, passando a ser comandos administrativos com funções essencialmente logísticas. Na Flotilha, foram centralizados os serviços de interesse comum para as diversas esquadrilhas de navios e de helicópteros, no sentido de racionalizar os meios, evitando a duplicação desnecessária de capacidades.
Através da Lei Orgânica da Marinha de 2009 (Decreto-Lei n.º 233/2009 de 15 de setembro), a Flotilha passou a ter o estatuto de orgão de base da Marinha.